# Réservoir du fleuve Noir
Le réservoir du fleuve Noir (en ukrainien : Чорнорічечне водосховище) est un lac artificiel formé sur le cours du Tchorna (fleuve Noir), en Crimée. 
Le réservoir est d'une surface de 6,04 km2 (604 ha), sa profondeur va jusqu'à 31 m ; le volume total d'eau est de 64,2M m3. Le réservoir est utilisé pour l'alimentation de la ville de Sébastopol en eau. Sa ressource naturelle est protégée par la réserve naturelle de Baydar.

## Galerie

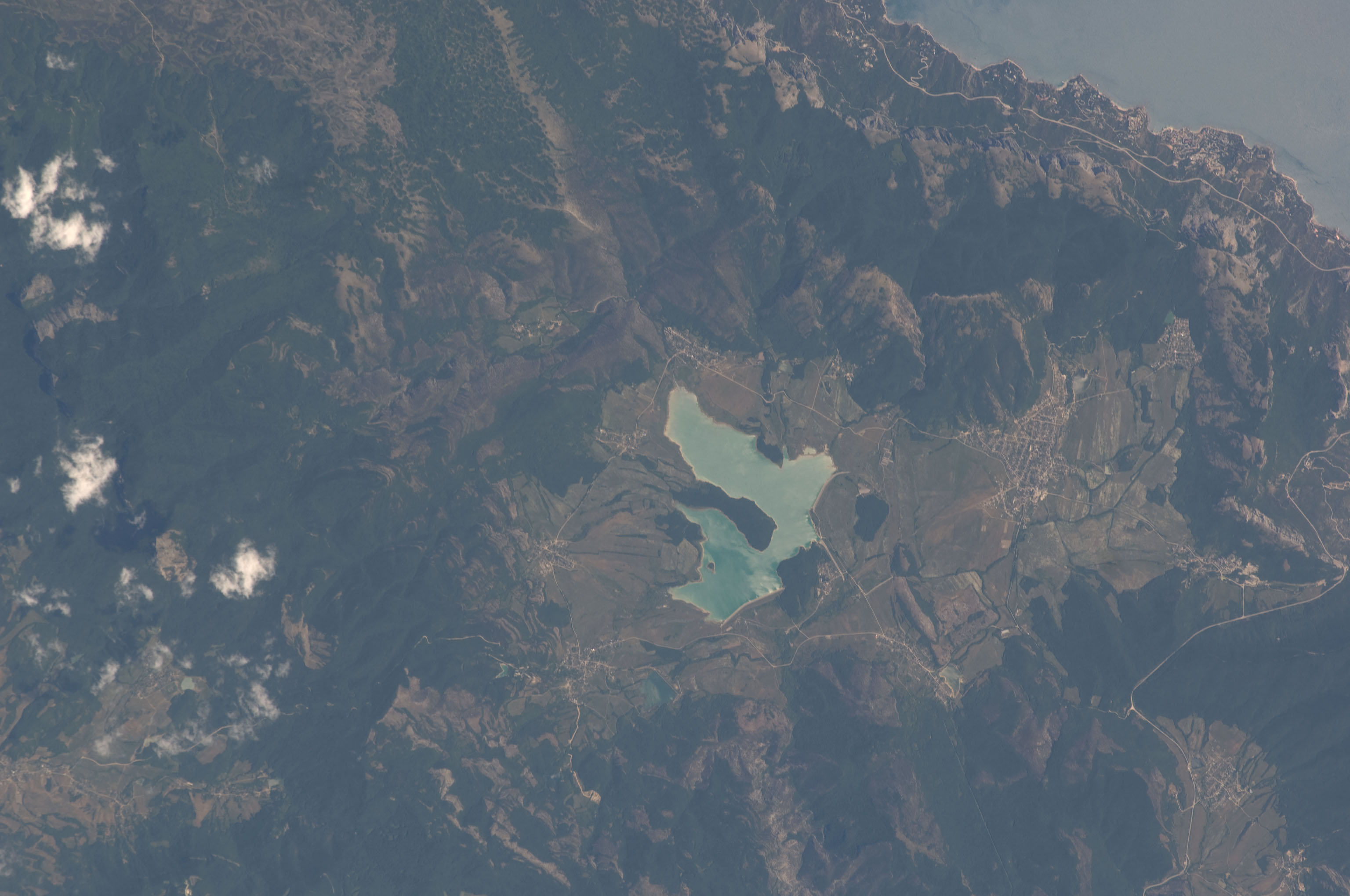
Vue satellite de 2009.
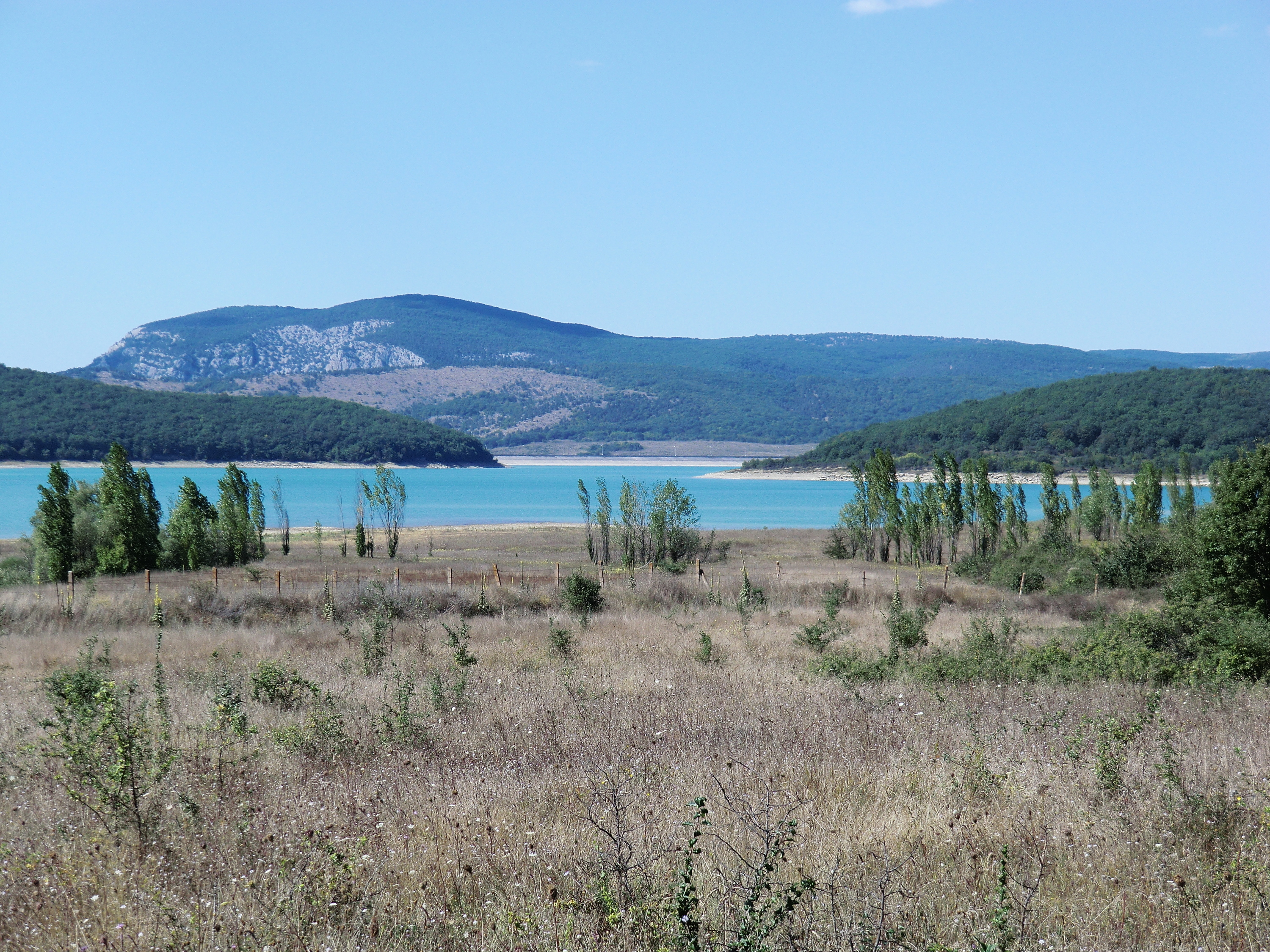